# CITIC Pacific

CITIC Pacific ist ein Investment-Konzern mit Sitz in Hongkong, Volksrepublik China, und wurde 1990 gegründet. Das Unternehmen ist im Hang Seng Index gelistet (ISIN = HK0267001375).
Das Unternehmen ist ein Tochterunternehmen von CITIC. Vorstandsvorsitzender ist gegenwärtig (2017) Zhen Chang. CITIC Pacific beschäftigt 2017 ca. 243.000 Personen.
Mit einem Umsatz von 57,8 Mrd. US-Dollar, bei einem Gewinn von 5,6 Mrd. USD, steht CITIC Pacific laut den Forbes Global 2000 auf Platz 76 der weltgrößten Unternehmen (Stand: GJ 2017). Das Unternehmen kam Mitte 2018 auf eine Marktkapitalisierung von ca. 44 Mrd. USD.
Citic Pacific ist unter anderem an Cathay Dragon (46 %), Cathay Pacific (12,5 %), Macau Telecom (20 %), Immobilien in Hongkong und China, Energieunternehmen und Stahlerzeugern beteiligt.